# HALT

Logo van HALT.

HALT staat voor Het Alternatief. Halt is een Nederlandse instantie die kortlopende interventies organiseert om jeugdcriminaliteit te voorkomen, bestrijden en bestraffen.
In opdracht van het Ministerie van Justitie en Veiligheid wordt de Halt-interventie uitgevoerd, om kleine vergrijpen - zoals vernieling, (winkel)diefstal, overlast en schoolverzuim - gepleegd door jongeren van 12 tot 18 jaar, snel af te doen met een leerstraf en soms ook een werkstraf. Zo kunnen jongeren rechtzetten wat zij fout hebben gedaan, zonder dat zij in aanraking komen met het Openbaar Ministerie.
De eerste regionale Halt-vestiging is opgezet in 1981 in Rotterdam. De ervaring was dat het vervolgen van eenvoudige delicten vaak op niets uitliep en een onevenredig groot beroep deed op de bureaucratie. Bovendien was het opvoedkundig gezien niet goed om een jongere pas na een procedure van een half jaar of langer met de gevolgen van zijn of haar daad te confronteren. Een Halt-interventie heeft meer effect. Het voordeel voor de gestrafte jongere is dat er geen strafblad wordt opgemaakt.
Jaarlijks worden in Nederland circa 16.000 jongeren door een opsporingsambtenaar (meestal de politie of een leerplichtambtenaar) naar Halt verwezen.
Om jeugdcriminaliteit te voorkomen geeft Halt onder andere voorlichting op scholen, voert veiligheidsanalyses uit en biedt opvoedingsondersteuning.

## Halt-interventie
Wanneer er een strafbaar delict is gepleegd, probeert Halt direct en op een grondige manier in te grijpen. Hierdoor voorkomt Halt dat het gedrag van kwaad tot erger gaat. De Halt-interventie heeft als doel grensoverschrijdend gedrag zo vroeg mogelijk te stoppen en genoegdoening te bieden aan de slachtoffers en aan de maatschappij.
Tijdens een Halt-interventie confronteert Halt de jongere met zijn of haar gedrag en de gevolgen daarvan. Halt probeert jongeren te laten inzien dat zij zelf invloed kunnen uitoefenen op hun gedrag. Ook moeten de jongeren hun excuses aanbieden aan hun slachtoffers, eventueel de schade vergoeden en in sommige gevallen volgt er ook een werkstraf.
Zo verkleint Halt de kans op herhaling van dit gedrag onmiddellijk, met als doel de samenleving veilig te houden. Bij dit proces worden ook de opvoeders betrokken. Jongeren hebben hun ouders nodig om op het goede spoor te blijven. Halt spreekt de jongeren daarom ook samen met hun ouders. Bovendien moeten de ouders tekenen voor de Halt-interventie bij jongeren onder de 16 jaar.
Halt biedt jongeren de kans om hun strafbare gedrag recht te zetten, zonder dat dit langdurige gevolgen heeft. Als een jongere de Halt-interventie naar behoren afrondt, voorkomt hij of zij op deze manier een justitiële aantekening. Dat betekent niet dat een Halt-interventie vrijblijvend is: als een jongere niet meewerkt aan zijn of haar Halt-straf, komt hij of zij alsnog in contact met Justitie.

## Veilige wijk
Halt komt samen met gemeenten, politie en jeugdhulpverlening in actie, bijvoorbeeld door een huisbezoek aan de jongeren te brengen. Samen met de jongeren en hun ouders bedenkt Halt oplossingen waardoor de leefbaarheid in de wijk toeneemt. Een ander voorbeeld is de groepsaanpak die bestaat uit een aantal groepsbijeenkomsten die gericht zijn op het doorbreken van groepsdynamiek.
Andere onderwerpen met betrekking tot een veilige wijk zijn:
- Overlast in openbare ruimte: Als jongeren in de leeftijd van 8 tot 23 jaar overlast veroorzaken, komt Halt in actie. Samen met professionele partners zoals de gemeente, politie en jeugdhulpverlening, brengen ze allereerst de overlastgevende groep in kaart. Hun ouders krijgen vervolgens een brief van de burgemeester waarin een huisbezoek door Halt wordt aangekondigd. Tijdens het huisbezoek bespreken ze het overlastgevende gedrag met de ouders en de jongere zelf en wordt er gezocht naar een oplossing.
- Alcohol- en drugsgebruik: In Nederland mag iemand, jonger dan 18 jaar, geen drugs bij zich hebben. Als iemand jonger is dan 18 jaar, mag hij ook geen alcohol kopen of dit in de openbare ruimte bij zich hebben of nuttigen. Maar toch is de verleiding vaak groot. Wanneer jongeren over de schreef gaan krijgen zij de Halt-interventie opgelegd. Samen met hun ouders bespreekt Halt de situatie en zoeken ze ook naar een oplossing voor het (overmatig) alcohol- en drugsgebruik.
- Verkeersoverlast: Jongeren van 12 tot 18 jaar, die een ernstige of meerdere verkeersovertreding(en) hebben begaan, kunnen door de politie naar Halt worden verwezen. Als de jongere de afspraken met Halt goed nakomt, seponeert de politie de zaak. De jongere voorkomt hiermee een boete. Daarnaast krijgt de jongere inzicht in zijn of haar eigen gedrag en het effect daarvan op de omgeving.
- Vuurwerkoverlast: Halt geeft jaarlijks zo'n duizend voorlichtingen 'Overlast rond de jaarwisseling'. Tijdens deze voorlichting gaat Halt in op verschillende overlastsituaties en de gevolgen voor een ander. Ook de regels rondom vuurwerk worden besproken en er wordt aan de leerlingen uitgelegd hoe zij veilig vuurwerk kunnen afsteken. De voorlichting zorgt er voor dat jongeren de regels kennen en dus niet uit onwetendheid een overtreding begaan. Kennis van illegaal vuurwerk en het veilig afsteken zorgt voor minder ongelukken.
- Diefstal: Jongeren die zijn aangehouden voor diefstal krijgen een Halt-interventie gericht op dit delict. Samen met hun ouders komen ze naar Halt voor een aantal gesprekken over hun gedrag. Ze moeten vervolgens zelf de schade betalen, hun excuses aanbieden aan het slachtoffer, een of meerdere leeropdrachten maken en soms ook een paar uur werken.
- Agressie en geweld tegen medewerkers met een publieke taak: Halt probeert agressie te voorkomen door middel van bewustwording en gedragsbeïnvloeding. Daarom organiseert Halt – in opdracht van het landelijke Programma Veilige Publieke Taak van de Rijksoverheid - intensieve schooltrajecten met bijeenkomsten voor het schoolpersoneel, lessen aan leerlingen en begeleiding van ouderbijeenkomsten.
- Ouders en jeugdcriminaliteit: De kracht van de aanpak van Halt ligt in de positie die Halt inneemt: Halt staat altijd naast de ouders. Halt benadert de situatie vanuit het perspectief van de ouders en kijkt samen met hen wat nodig is om de opvoedvaardigheden te versterken. Daarbij maakt Halt gebruik van de methodiek ‘Ouders van Tegendraadse Jeugd’ van het expertisecentrum Jeugd, Samenleving en Opvoeding.

## Veilige school
Om goed onderwijs te geven en te krijgen, is het van cruciaal belang dat de school een sociale, veilige omgeving is. Daarom ondersteunt Halt scholen met veiligheidsadvies en het maken van een schoolveiligheidsplan. Ook biedt Halt voorlichtingen en ouderbijeenkomsten aan over thema’s die rechtstreeks raken aan de veiligheid op school. Zo organiseert Halt intensieve schooltrajecten voor het schoolpersoneel, lessen aan leerlingen en begeleiding van ouderbijeenkomsten met het thema Veilige Publieke Taak (VPT).
Andere onderwerpen met betrekking tot een veilige school zijn: 
- School en veiligheid: Halt helpt de school om het veiligheidsbeleid levendig te maken. Bijvoorbeeld door afspraken te maken over grensoverschrijdend gedrag binnen de school, zodat het voor iedereen duidelijk is waar men zich aan moet houden en wat er gebeurt als de regels worden overtreden.
- Schoolverzuim: Wanneer de getroffen maatregelen van school niet helpen tegen het verzuim, volgt een speciale Halt-interventie schoolverzuim. Tijdens de gesprekken met de leerling en zijn ouders, probeert Halt de oorzaken van het verzuimgedrag te achterhalen en wordt er samen naar een oplossing gezocht. Halt probeert de leerling bovendien te laten inzien hoe belangrijk het is dat hij zijn opleiding succesvol afrondt.
- Sociale media en online veiligheid: Halt geeft lessen over sociale media en online veiligheid op basisscholen en middelbare scholen. De lessen zijn op maat en aangepast aan het niveau van de groep. Tijdens de lessen praat Halt met kinderen over wat zij doen online en geven we tips voor ‘veilig internetten’. Tijdens speciale ouderbijeenkomsten op scholen praat Halt de ouders bij over de online wereld. Halt staat stil bij wat hun kinderen online zoal doen en welke rol zij hierbij als opvoeder kunnen vervullen.
- Ongewenste sexting: Met de interventie sexting 'Respect online' heeft Halt, samen met Rutgers, het kenniscentrum seksualiteit, een passende aanpak ontwikkeld bij ongewenste sexting, online seksuele pesterijen of beledigingen. Dit is een individuele interventie waarbij de focus ligt op bewustwording van veilig en respectvol online (seksueel) gedrag.
- Voorlichtingen en ouderbijeenkomsten: De voorlichtingen zijn bedoeld voor groep 7 en 8 van het basisonderwijs en klas 1 en 2 van het voortgezet onderwijs. Voor het speciaal onderwijs heeft Halt aparte voorlichtingen. De ouderbijeenkomsten bevatten altijd een inhoudelijk gedeelte, waarbij Halt ingaat op het thema en op de voorlichting die hun kind heeft gekregen.

1. Voorlichting Jeugdcriminaliteit
2. Voorlichting Invloed van de groep
3. Voorlichting Online veiligheid
4. Voorlichting Veilige Publieke Taak
5. Voorlichting Overlast rond de jaarwisseling

## Veilige sport
Halt en de KNVB werken samen aan een veiliger en socialer sportklimaat. Dit doen ze in het kader van het actieplan ’Naar een Veiliger Sportklimaat’ dat het ministerie van Volksgezondheid, Welzijn en Sport lanceerde.
Halt en de KNVB helpen sportverenigingen bij het creëren van een veiliger en socialer sportklimaat. Hiervoor gebruiken zij de zogenaamde ‘verenigingsscan’, die aansluit bij wat er speelt op en rond een vereniging. In onder andere themabijeenkomsten voor jeugdspelers, ouders, vrijwilligers en bestuur wordt besproken wat er speelt op de club en wat zij zelf - al dan niet met ondersteuning van Halt en KNVB - kunnen doen om de veiligheid te bevorderen.
Andere onderwerpen die betrokken zijn bij veilige sport zijn:
- Verenigingsscan: Jeugdspelers, ouders, vrijwilligers, bestuur en externe partners zijn in de verenigingsscan aan zet: zij worden nadrukkelijk betrokken bij en bevraagd over de veiligheid op en rond de vereniging. In themabijeenkomsten en op wedstrijd- en trainingsdagen spreken deze partijen samen met Halt met elkaar over onderwerpen als voorbeeldgedrag, aanspreekcultuur en agressie.
- Trainingen Sport en Gedrag: Een voetballer die op of rond het voetbalveld iemand slaat, duwt, bespuugt of uitscheldt, kan via het tuchtrecht uitgesloten worden van deelname aan een aantal wedstrijden. Halt voert - in opdracht van de KNVB - als tuchtmaatregel de trainingen Sport en Gedrag uit als jonge voetballers (A/B/C-jeugd) een overtreding op of rond het voetbalveld hebben begaan. Training I wordt aangeboden bij schikkingsvoorstellen van minimaal 6 en maximaal 10 wedstrijden. De zwaardere training II kan worden opgelegd bij excessen (buitensporig gedrag).